# Georges Darrieus
Georges Jean-Marie Darrieus (* 24. September 1888 in Toulon, Frankreich; † 15. Juli 1979) war ein französischer Ingenieur.

## Leben
Georges Darrieus wurde als Sohn des Vizeadmirals und Kommandanten des U-Boots Gymnote Gabriel-Pierre Darrieus (1859–1931) und dessen Frau Eugénie geb. Brun geboren. Nach dem Schulbesuch am Collège Stanislas und am Lycée Janson de Sailly in Paris studierte er an der Universität Toulouse und an der École Centrale Paris, wo er das Ingenieursdiplom erwarb. In der Zeit von 1912 bis 1958 arbeitete er als Ingenieur beim französischen Lokomotivenhersteller Compagnie Electromécanique, nur unterbrochen vom Ersten Weltkrieg, in dem er als Artillerist diente.
Am 2. Dezember 1946 wurde Darrieus Mitglied der Académie des sciences, 1947 Präsident der Société française des électriciens, 1952 der Société des Ingénieurs civils de France und 1955–58 der Société d'encouragement pour l'industrie nationale. Er erhielt das Croix de guerre 1914–1918 und wurde Kommandeur der Ehrenlegion.
Darrieus war mit Germaine Brest verheiratet und hatte sechs Kinder: Cécile, Jean, Madelaine, Yves, Geneviève und Odile.

## Wirken als Ingenieur und Erfinder

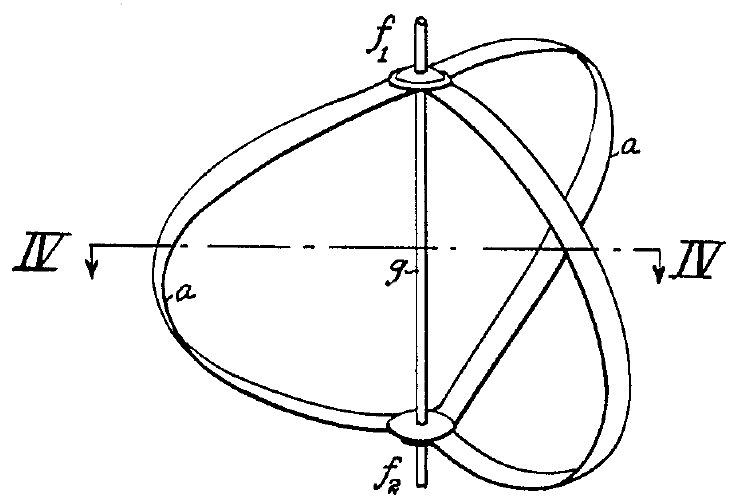
Patentskizze des Darrieus-Rotors von 1926

Darrieus forschte auf dem Gebiet der Ballistik, der Strömungslehre (Turbinen, Verdichter, Luftfahrt), der Thermodynamik und der Elektrotechnik.
Im Jahre 1925 meldete eine Windkraftanlage mit vertikaler Achse zum Patent an. Ein Jahr darauf folgte eine Patentanmeldung für einen Horizontalrotor mit flachen Flügeln zum Betrieb mit möglichst konstanter Drehzahl und Drehmoment bei wechselnder Fließgeschwindigkeit des Mediums.  Eine 20 Meter hohe Anlage dieser Bauart wurde zwei Jahre danach errichtet, der Bautyp wird heute als Darrieus-Rotor bezeichnet. Im Bereich von Windturbinen erhielt Darrieus auch ein Patent auf eine bestimmte Stromlinienverkleidung, auf eine „Einrichtung zur selbsttaetigen Auswuchtung sich drehender Maschinenteile“ und für verschiedene Schutzeinrichtungen.
Weitere Patente stehen zum Teil mit der Frage in Zusammenhang, wie Turborotoren bzw. Turbogeneratoren von Windturbinen verbessert werden können oder beziehen sich auf konkrete Bauteile wie der Statorblechkörperaufhängung. Daneben beziehen sich viele Patente allgemein auf die Erzeugung oder Verteilung elektrischer Energie, einschließlich elektrischer Schutzsysteme oder verbesserter Hochspannungsmasten.
1937 formulierte er mit dem Théorème de Darrieus die Bedingungen, die eine optimale Übergabeleistungs-Frequenz-Regelung in Verbundnetzen gewährleisten.
Im Bereich der Strömungslehre ließ Darrieus unter anderem einen Drucktauscher, einen Verdichter und eine Gas-/Fluid-Trennvorrichtung patentieren.